# Cesión (deportes)
En deportes, una cesión o préstamo se produce cuando el club propietario de los derechos de un jugador permite al mismo actuar con otro conjunto diferente durante un periodo determinado de tiempo. Las cesiones pueden ser de varias semanas, meses o  varias temporadas.
Existen varias razones por las cuales un jugador puede ser cedido. La más frecuente tiene como protagonistas a jóvenes jugadores que son enviados a clubes de menor categoría para ganar experiencia y disfrutar de más minutos de juego efectivo. En este caso, el club propietario de los derechos puede continuar pagando el salario del deportista. Algunos equipos incluso buscan acuerdos con clubes de menor entidad de otros países para enviar a jugadores que no tienen oportunidades de jugar minutos como es el caso del Manchester United y el Royal Antwerp o el Arsenal y el Beveren.
Un club puede solicitar la cesión de un jugador, por ejemplo, si tiene una escasez de fondos para financiar fichajes. La cesión es la fórmula más económica ya que no se paga traspaso, solo el salario del deportista. La sustitución temporal de un jugador lesionado es otra de las motivaciones para recurrir a la cesión. 
Una cesión puede estar restringida a un periodo de fichajes establecido por una competición. La cesión puede incluir una cláusula por la cual el jugador puede desvincularse de su club y quedarse de forma permanente en el equipo en el que ha actuado como cedido previa compensación económica.
Algunos jugadores son cedidos porque están descontentos en sus actuales clubes o porque tienen desavenencias irreconciliables con algún miembro de su equipo de origen y porque además no hay ninguna otra entidad que quiera contratar al deportista de forma permanente. Ejemplos de estos casos son Henri Camara y Craig Bellamy, que salieron temporalmente de sus respectivos clubes de origen, Wolverhampton Wanderers y Newcastle United.

## Restricciones a jugadores cedidos de jugar contra su equipo de origen
En la Premier League, no se permite que los jugadores cedidos puedan actuar en partidos jugados contra sus equipos de origen (sección 7.2 de la regla M.6.). Los jugadores cedidos, sin embargo, sí pueden ser alineados contra los equipos propietarios de sus derechos en partidos de copa.
En la Liga Española de Fútbol Profesional, los contratos de cesión pueden incluir una cláusula que establezca una sanción económica si el jugador cedido juega contra su club de origen. El futbolista Pablo García, cedido por el Real Madrid, la llamó cláusula del cagazo, refiriéndose al miedo que manifestó Predrag Mijatović, entonces director deportivo del Real Madrid, a que hiciese un gran partido contra su equipo, por el mismo motivo, también se le denomina cláusula del miedo.

Es una cláusula impuesta. Le dije a Mijatović que quería jugar y él me dijo que si hacía un partidazo, qué iba a decir después. Es la cláusula del cagazo.
Pablo García

## Pruebas no pagadas
En la Scottish Football League, se permite a los clubes contar con jugadores a prueba sin salario, incluso para partidos oficiales. Durante las primeras semanas de estos jugadores en la competición sus nombres pueden ser cambiados o incluso pueden aparecer como aprendices en las crónicas de los medios de comunicación.